# Tête Allègre
La tête Allègre est un sommet situé sur l'île de Basse-Terre en Guadeloupe. S'élevant à 716 mètres d'altitude au sud du morne Goton, il se trouve sur le territoire de la commune de Sainte-Rose.
La tête Allègre est connue pour la randonnée dite « boucle Tête-Allègre ».

## Hydrographie
La rivière Moustique prend sa source à environ 600 mètres d'altitude dans le cirque montagneux composé par les flancs orientaux de la barre de l'Île et les flancs nord de la tête Allègre.

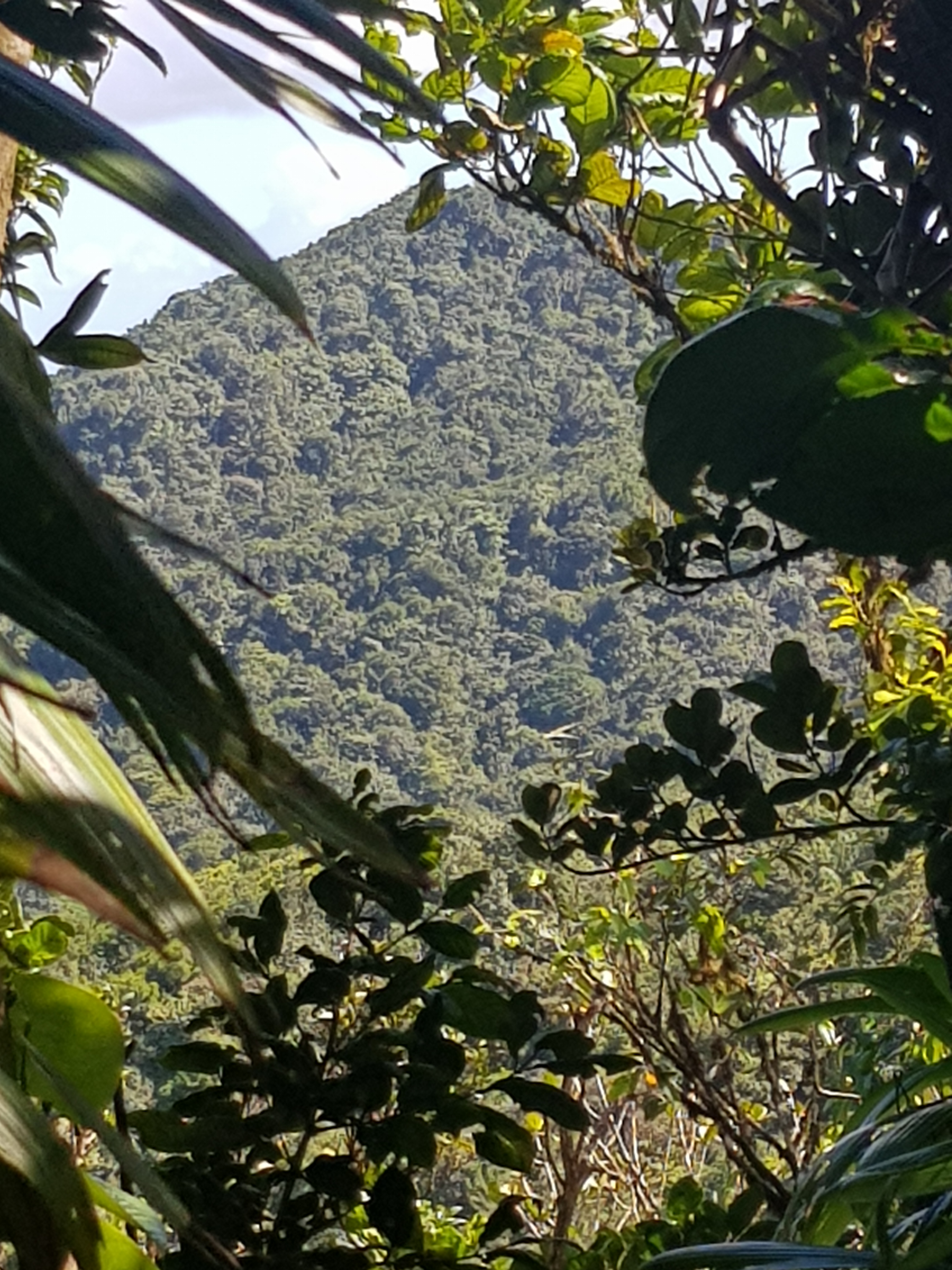
Tête Allègre, sommet vu de la randonnée Tête-Allègre-Sofaïa.
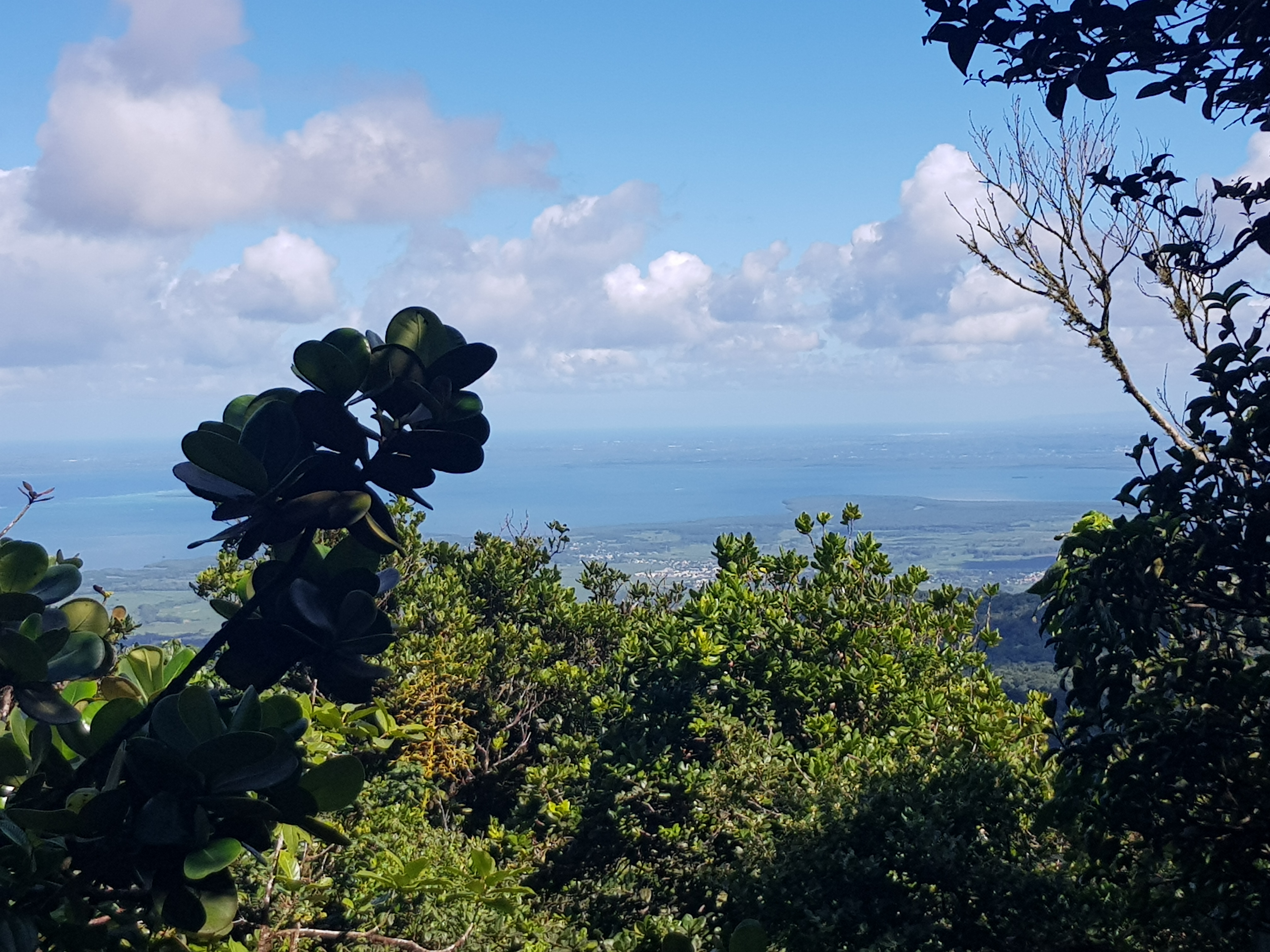
Vue à partir du sommet de la tête Allègre.